# Pohlia revoluta
Pohlia revoluta là một loài Rêu trong họ Bryaceae. Loài này được (Cardot) Ochi miêu tả khoa học đầu tiên năm 1955.